# MÁV 150 sorozat
A MÁV VIII. osztályú, később MÁV 150 sorozatú mozdonyai  A1 n2t tengelyelrendezésű EBEL-féle poggyászkocsival egybeépített szertartályos gőzmozdonyok voltak. 1880 és 1884 között gyártotta a Floridsdorfi Mozdonygyár. Összesen 6 darab készült belőle.

## Története
Anton Elbel, a Osztrák Északnyugati Vasút (németül Österreichische Nordwestbahn) főfelügyelője, vasútja részére szerkesztett egy egészen könnyű kéttengelyű A-1 jellegű szertartályos kapcsolatlan másodrangú mozdonyt, mellyel a rövid vonalak könnyű ingavonatait továbbította. Ezek az Elbel-féle mozdonyok a poggyászkocsival egyesítve készültek és mechanikai tüzelőberendezés nélkül egy emberrel, csupán a mozdonyvezetővel tervezték kiszolgálni, aki a fűtő munkáját is elvégezte volna. Az egy emberrel való járatást azonban a egy 25‰-es emelkedésű pályaszakaszon bekövetkezett baleset miatt – amikor a mozdonyvezető rosszul lett, és a vonat vezető nélkül az emelkedésről visszagurult – a hatóság betiltotta. Magyarországon gőzmozdonyoknak egy emberrel való kiszolgálására még csak kísérletek sem történtek.
1880-ban a vrpolje-samaci vonal részére a MÁV igazgatósága a Floridsdorfi Mozdonygyárnál egy darab ilyen Elbel-féle mozdonyt rendelt, amelyet VIII. osztály sorozatjelzéssel 1880. június 8-án helyeztek üzembe. Az Elbel-féle mozdony megépítése tulajdonképpen az 1870-es években beállott gazdasági pangás következménye volt, amit Elbel a kismozdonyok csökkentett üzemi költségeivel akart kiegyensúlyozni, hogy a helyiérdekű vonalak gazdaságosságát biztosíthassa. A VIII. osztályú mozdonyok teljesítőképessége 40 km/óra sebességnél 3-5‰ emelkedésű pályákon kb. 150 tonna, így a samac-vrpoljei és az utóbb megnyitott aranyosgyéres-tordai vonalak forgalmi igényeit minden tekintetben ki tudta elégíteni. 1883-ban az aranyosgyéres-tordai vonal megnyitása után a Magyar kir. Államvasutak igazgatósága a floridsdorfi mozdonygyárnál további öt darab Elbel-féle kismozdonyt rendelt és ezeket a vrpolje-samaci és az aranyosgyéres-tordai vonalakon 1884. december 30-án, illetve 1885. január hó elején helyezték üzembe. A legelső VIII. osztályú mozdony beszállítása idején a 182-es pályaszámot kapta, míg a négy évvel később beszállított öt darabot 569-573 pályaszámokkal helyezték üzembe. Az 1891/92. évi átszámozásnál osztályjelzésük változatlanul hagyásával pályaszámukat 5121-5126-re változtatták, 1911-ben pedig a 150 001-006 sorozat- és pályaszám-megjelölést kapták.
A VIII. osztályú (150 sor.) mozdonyokat a vrpolje-samaci vonalon az 1900-as évek közepén teljesítőképesebb mozdonyokkal cserélték fel, s az ott felszabadult gépeket műhelyi tolató szolgálatra osztották be Debrecenben, Istvánteleken és Temesváron. A tordai vonalról 1912-ben állomásították át őket a kolozsvári fűtőházhoz, ahol részben fűtőházi és műhelyi tartalékul használták őket, részben pedig szolgálat nélkül üzemen kívül állottak. 1915-ben az 5125 (150.005) számú mozdony selejtezésével megkezdődött létszámuk apasztása, és az I. világháborút követő összeomlás után csupán egy darab, az 5123. számú VIII. osztályú mozdony maradt a MÁV birtokában. Ez a gép 1907-től kezdve a debreceni műhely tolató mozdonya volt és 1922-ben történt selejtezésével a MÁV állagában megszűnt a VIII. osztályú, illetve 150-es mozdonysorozat.
Az Elbel-féle mozdonyok a MÁV vonalain azért nem voltak szélesebb körben alkalmazhatók, mert tengelyterhelésük a poggyászfülke teljes megterhelésével elérte a 12,4 tonnát, így a gyengébb felépítményű helyiérdekű vonalakra (melyekre 11-12 tonna tengelyterhelést engedélyeztek) nehezek voltak; a fővonalakra viszont adhéziós vonóerejük kevésnek bizonyult.

## Szerkezete

### Keret és futómű
A VIII. osztályú (150 sor.) mozdony külső keretű kéttengelyű szertartályos gőzmozdony, amelynek gőzkazánja az első tengely felett részarányosan van elhelyezve, gőzhengerei pedig a hajtótengely mögött a hátul lévő futótengely közelében vannak. A keret külső elrendezésű, a szokásos módon összeszerelt szerkezet. Főtartói egy-egy darab 18 mm vastag vaslemezből készültek. A keretszerkezet hátulsó végén a futótengely mögött a teherkocsiszerűen kiképzett vonatvezető- és poggyászfülke foglal helyet.

### Kazán
A gőzkazán egészen kicsiny, 0,7 m² rostélyfelülettel és mindössze 50,09 m² vízzel érintett fűtőfelülettel; hengeres hosszkazánjának legnagyobb átmérője 1078 mm, tűzcsöveinek darabszáma 145 és hossza a csőfalak között 2200 mm. A tűzcsövek hátrafelé erősen lejtenek és emiatt a hosszkazánba mindkét csőfal ferdén, a tűzcsövek irányára merőlegesen van beépítve. Ezzel a tűzcső-végek megbízhatóbb tömörségét kívánták a csőfalakban biztosítani. A két övből álló hengerkazán hátulsó övén foglal helyet a nagy űrtartalmú gőzdóm, amellyel a kazán gőzterét lényegesen megnövelték. A gőzkazán engedélyezett gőznyomása 12 at, üzem közben magyar szenekkel kb. 100 lóerőt teljesít. Füstszekrényének belső hosszúsága csupán 527 mm és síkszitás szikrafogó berendezéssel kombinált Prüssmann-rendszerű kéménye szögecselt bádoglemezből készült.

### Gépezet
A VIII. osztályú mozdony gépezete két darab telített gőzzel működő ikerrendszerű gőzhengerből áll 250 mm-es átmérővel és 400 mm-es lökethosszal. A keret főtartóinak középső részén kívülről elhelyezett gépezet hátulról működik előre és a gőzhengerekhez tartozó tolattyúszekrények a külső elhelyezésű gépezet ellenére is a keretek között vannak s tolattyútükreik a vízszintes irányú gőzhengerekkel párhuzamosak. A gőzelosztást mindkét oldalon nyitott rudazatos Stephenson-rendszerű vezérmű végzi közönséges kagylós tolattyúkkal. Hajtórúdjainak hosszúsága 1470 mm, vezérművének méretei hosszú hajtórúdjai miatt a gőzelosztás pontossága szempontjából kedvezők. A főkeretbe ágyazott mind a két tengelyének kerékátmérője 1200 mm és a mozdony legnagyobb engedélyezett sebessége 40 km/h. Az üzemhez szükséges tápvíz-mennyiség tárolására három darab víztartály szolgál, közülük kettő a keret felett a gőzkazán két oldalán, a harmadik pedig a keret főtartói között a poggyászfülke alatt foglal helyet. A víztartályok együttes űrtartalma 3,0 m³. A szénszekrény a mozdonysátor alatt, a poggyászfülke előtt van és űrtartalma 0,94 m³, ami kb. 850–900 kg hazai szénnek felel meg.
A VIII. osztályú mozdonyokat a floridsdorfi mozdonygyár eredeti tervei szerint másodrangú mozdonyoknak készítették, a valóságban azonban 12,4 tonna futótengely-terhelésük miatt a MÁV. az elsőrangú mozdonyok közé sorozta be. A VIII. osztályú (150 sor.) mozdonyok üres tömege 17,83 tonna, szolgálatban kiszerelve 23,66 tonna.